# Planorbarius dufourii
Planorbarius dufourii is een slakkensoort uit de familie van de Planorbidae. De wetenschappelijke naam van de soort is voor het eerst geldig gepubliceerd in 1846 door Graells.